# 군산여객선터미널
군산여객선터미널(群山旅客船터미널)은 전북특별자치도 군산시에 있는 여객 터미널로 전라북도 군산시 임해로 소룡동 에 위치하고 있으며, 4,500여 도서 주민들과 관광객의 군산과 섬을 오가는 통로 구실을 하고 있다.
군산항국제여객터미널(群山港國際旅客터미널)은 군산 연안 여객 터미널과 나란히 위치해 있으며, 군산과 중국 석도 사이에 오가는 여객과 화물을 운반하고 있다.

## 국제여객터미널
- 1996년 군산과 중국을 오가는 국제선 여객을 위해 설치되었다.
- 2005년 4월 군산항국제여객터미널을 신축하였다.

## 운항노선
| 여객선 | 목적지                    | 선사                |
| ------ | ------------------------- | ------------------- |
| 씨다오 | 석도 (주)3회              | 석도국제훼리(주)    |
| [[\|]] | 옌타이                    | [[]](주 신규취항)   |
| 중국   | 청두                      | [[]](주 신규취항)   |
| 중국   | 웨하이*(신규취항), [[\|]] | [[]](주)            |
| [[\|]] | [[\|]], [[\|]]            | (주)                |
| [[]]   | [[\|]]                    | [[]](주 신규취항)   |
| [[\|]] | [[\|]]                    | [[]](주 신규취항)   |
| [[\|]] | [[\|]], [[\|]]            | (주 신규취항)[[\|]] |
| [[\|]] | [[\|]]·[[\|]]             | (주 신규취항)[[\|]] |